# 达维娜·沃迪
达维娜·沃迪（英語：Davina Waddy，1996年8月16日—），新西兰女子赛艇运动员。她曾代表新西兰参加2024年夏季奥林匹克运动会赛艇比赛，获得女子四人单桨无舵手铜牌。